# یلنا یانکوویچ
یلنا یانکوویچ (به صربی: Јелена Јанковић)، یک تنیسور زن حرفه‌ای صربی و متولد ۲۸ فوریهٔ ۱۹۸۵ میلادی است. او یک تنیسور سابقاً رتبهٔ یکی است.
یانکوویچ در رقابت‌های آزاد استرالیا، آزاد فرانسه، و آزاد آمریکا به نیمه‌نهایی رسیده است. در ۲۰۰۷، وی به همراه زوج بریتانیایی، جیمی مورای، موفق به کسب عنوان اولی دونفرهٔ مختلط قهرمانی ویمبلدون شد.